# Cheryl Tiegs
Cheryl Rae Tiegs (Breckenridge, 25 settembre 1947) è una supermodella statunitense.

## Carriera
Nata a Breckenridge, nel Minnesota, ma cresciuta a Alhambra, in California, dopo aver frequentato la California State University, Los Angeles Cheryl Tiegs debutta nel mondo della moda, comparendo all'età di 17 anni sulla copertina di Glamour, a cui seguirono a breve distanza quelle di Harper's Bazaar, Elle, Time e Vogue. Ma principalmente la sua popolarità è legata alle copertine di Sports Illustrated Swimsuit Issue, nel 1970, 1975 e nel 1983. Un poster del 1978 che la ritraeva in un bikini rosa divenne una icona della cultura pop degli anni settanta.
Negli anni successivi Cheryl Tiegs divenne testimonial della Revlon e continuò a lavorare come personaggio televisivo nel reality show Living with Ed, e dal 2009 come giudice nella serie True Beauty della ABC.. Inoltre ha recitato come attrice nel controverso film di Vincent Gallo The Brown Bunny, ed ha interpretato se stessa in due episodi della serie Just Shoot Me.
Appare inoltre nell'episodio 16 della stagione 10 de I Griffin.

## Agenzie
- Ford Models - New York
- Bryan Bantry